# 入間市立図書館
入間市立図書館（いるましりつとしょかん）は、埼玉県入間市の公立図書館。

## 概要
本館、西武分館、金子分館、藤沢分館、宮寺配本所が設置されている。移動図書館もある。

## 沿革
- 1966年（昭和41年）4月1日 - 役場内（市制前のため入間郡武蔵町）に図書館を設置[1]。
- 1985年（昭和60年）4月11日 - 新設図書館開館。
- 1993年（平成5年）5月8日 - 西武分館開館。
- 1994年（平成6年）7月14日 - 金子分館開館。
- 2001年（平成13年）4月14日 - 藤沢分館開館。

## 休館日
- 毎週月曜日（国民の休日は開館）・年末年始・館内整理日